# 스노섬

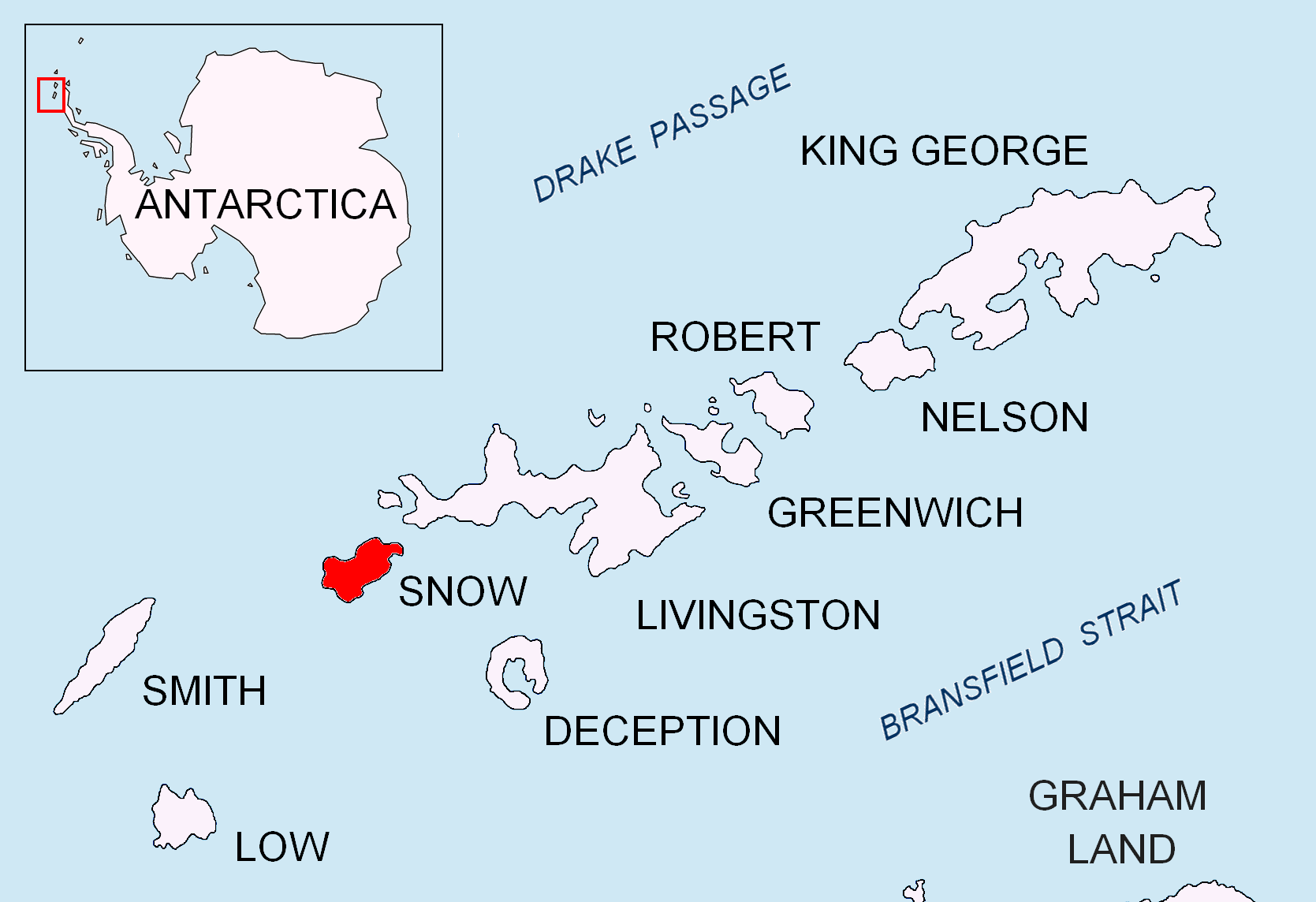

스노섬(영어: Snow Island)은 사우스셰틀랜드 제도의 완전히 얼음으로 뒤덮인 길이 16km, 폭 8km의 섬이다. 리빙스턴섬의 남서쪽 6km에 위치해 있다.

## 같이 보기
- 남극의 영유권 주장 목록